# Рауш фон Траубенберг
Рауш фон Траубенберг (нем. Rausch von Traubenberg) — баронский род.
Род внесён в матрикул эстляндского дворянства и в V и VI части родословной книги Санкт-Петербургской губернии.
Именным Высочайшим указом (13 марта 1902) отставному гвардии поручику Павлу и потомственным дворянам Ивану и Владимиру фон-Траунберг, с потомством, дозволено пользоваться баронским титулом и именоваться впредь по фамилии Рауш-фон-Траунберг.  

## Происхождение и история рода
Происходит от Луки Рауша, получившего баронский титул от императора Фридриха III (1462). Его внук получил от императора Карла V дозволение писаться Рауш-фон-Траубенберг.
В начале XVII века Рауши переселились из Штирии в Данию, а оттуда, через 100 лет — в Эстляндию.

## Описание герба
Щит полупересечённый, рассечённый. В правой червлёной половине щита в верхней части — две серебряные перевязи, в нижней — рыцарь в серебряных латах и каске, держащий в правой руке серебряный меч остриём вверх, а в левой — зелёный лавровый венок. В левой золотой половине щита на чёрной горе о трёх вершинах чёрный лев с червлёными глазами и языком, держащий в правой лапе лазуревую виноградную кисть на зелёной ветке с двумя таковыми же листьями.
Щит украшен баронскою короною и увенчан двумя баронскими шлемами, коронованными венчиками: правый червлёный с серебром, левый — чёрный с золотом. Нашлемники: правый — пять павлиньих перьев, левый — два орлиных крыла пересечённые: правое червленью и серебром, а левое серебром и червленью. Между крыльями чёрный лев с червлёными глазами и языком, держащий в правой лапе лазуревую виноградную кисть на зеленой ветке с двумя таковыми же листьями. Намёты: правого шлема — червлёный с серебром, левого — червлёный с золотом. Герб баронов Рауш-фон-Траубенбергов внесён в Часть 12 Сборника дипломных гербов Российского Дворянства, не внесённых в Общий Гербовник, стр. 14.

## Известные представители
- Михаил-Иоанн Траубенберг — генерал-майор и командир Оренбургской линии, убит на Яике казаками († 13 января 1772).
- Рауш фон Траубенберг, Евгений Александрович (1855—1923) — русский военный деятель, генерал от кавалерии (1911).
- Рауш фон Траубенберг, Павел Александрович (1858—1923) — барон, окончил Пажеский корпус, вышел в лейб-гвардии Преображенский полк прапорщиком (1877). В 1881 году уволен. Шталмейстер двора великого князя Константина Константиновича, причислен к Министерству народного просвещения, член от этого министерства в Статистическом совете Министерства внутренних дел. Тифлисский губернатор (1905—1907).
- Рауш фон Траубенберг, Константин Константинович (2 апреля 1871, Санкт-Петербург — 10 июня 1935, Париж) — скульптор, график, художник декоративно-прикладного искусства.